# Turó del Pla de la Creu
El Turó del Pla de la Creu és una muntanya de 1.416 metres que es troba al municipi de Vidrà, a la comarca d'Osona.